# Aberdeen angus

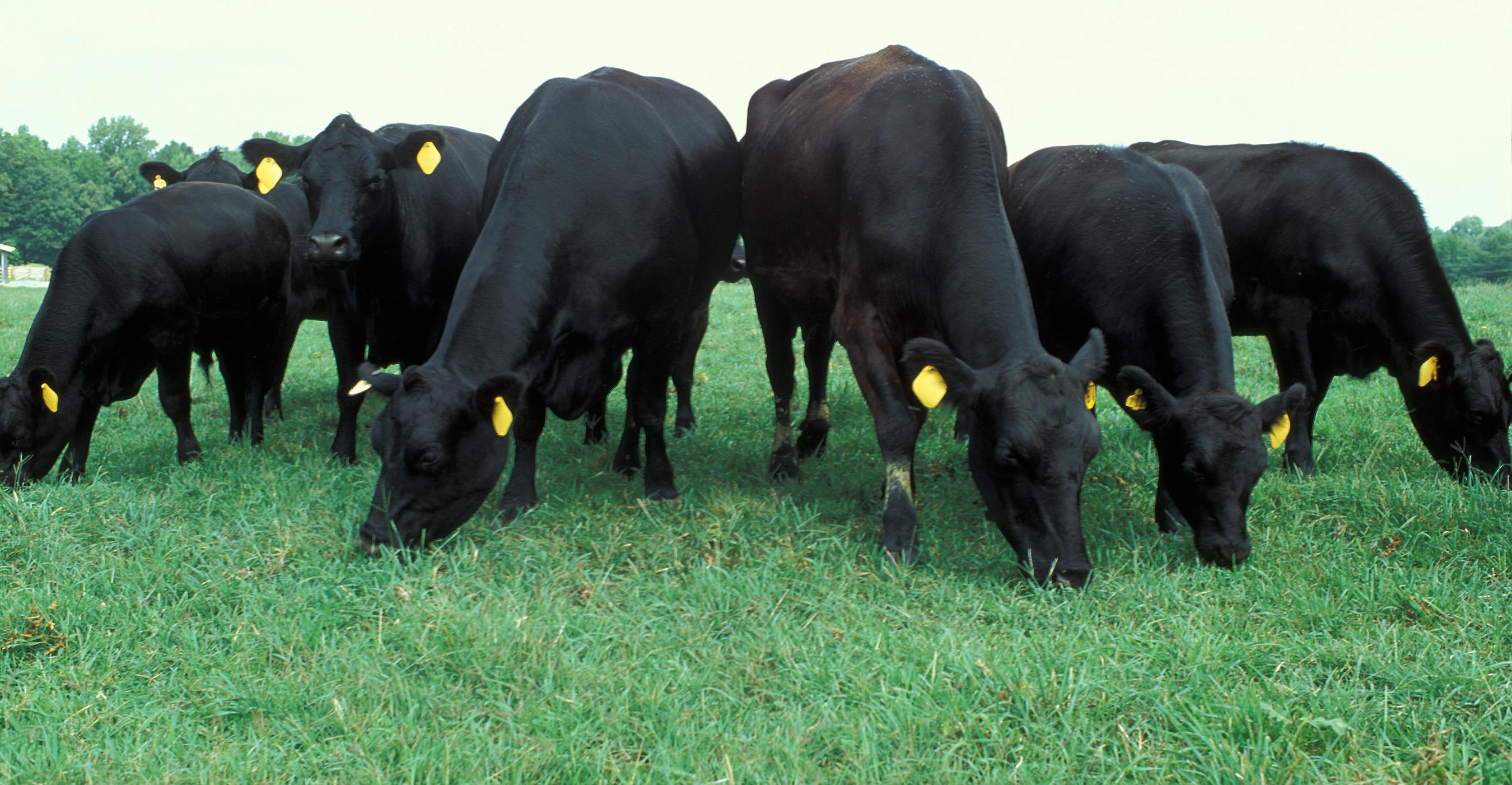
Bydło rasy Aberdeen angus

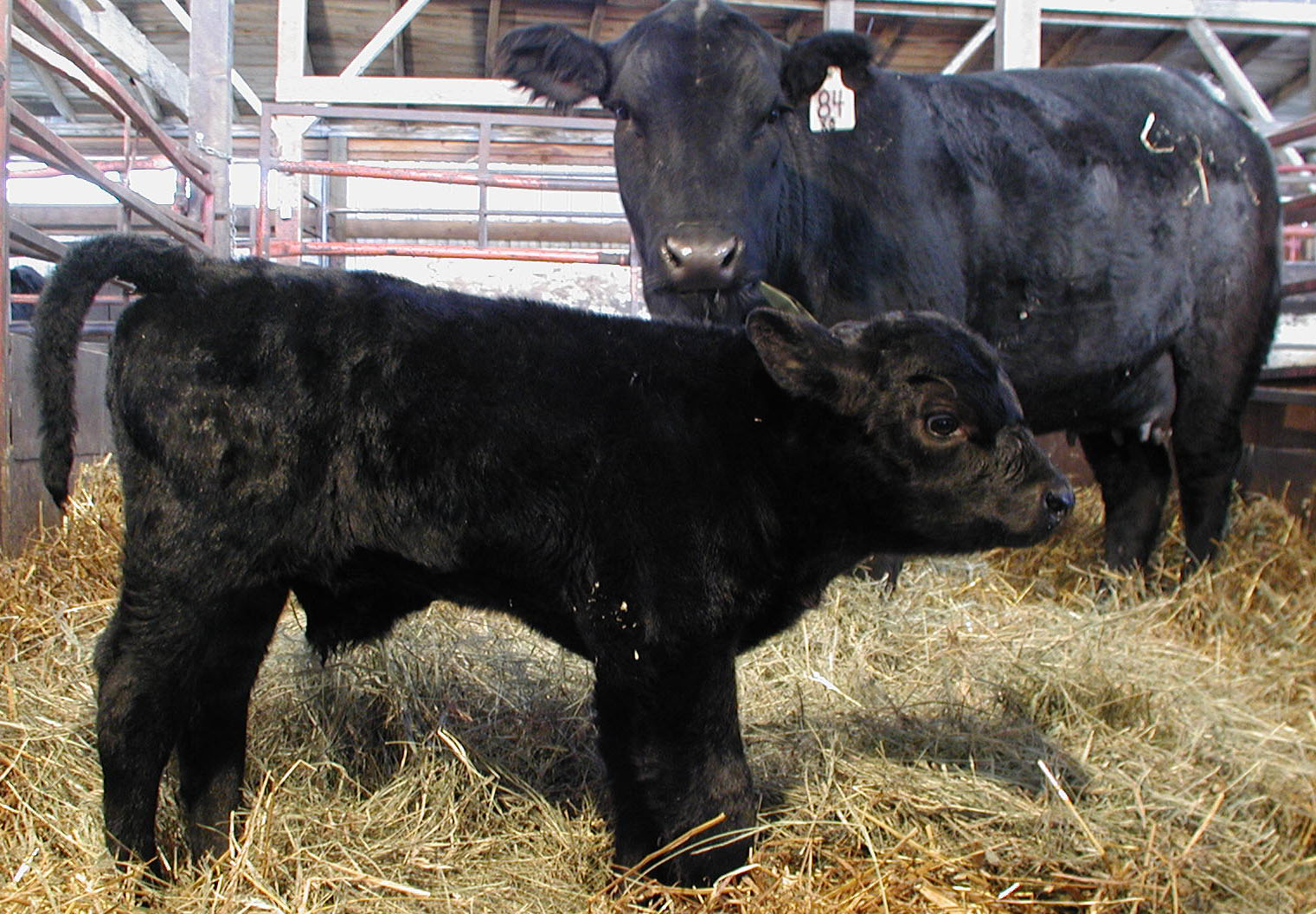
Cielę rasy Aberdeen angus

Aberdeen angus – szkocka rasa bydła domowego hodowana dla mięsa. Jest to bydło jednomaściste czarne lub czarno-brązowe, bezrogie o głowie stosunkowo niewielkiej, krótkiej szyi, grzbiecie prostym i szerokim, klatce piersiowej głębokiej, kończynach krótkich i wymieniu małym. Bydło to jest porośnięte długim włosem.

## Historia
Została wyhodowana w XVIII wieku w Szkocji, w hrabstwie Aberdeen, a za odrębną rasę uznano ją w roku 1835.

## Opis
- Waga żywa cieląt po urodzeniu wynosi 25,1 kg.
- Umaszczenie głównie czarne, rzadziej jednolicie czerwone.
- Masa buhaja – średnio 800 kg (sięga 900 kg).
- Masa krowy – średnio 520 kg (sięga 650 kg).
- Brak rogów.
- Nogi krótkie.
- Wysoka wydajność rzeźna (około 65-70%).
- Bardzo dobra jakość mięsa.
- Przekrój marmurkowaty.
- Rasa wcześnie dojrzewająca.
- Dobrze krzyżuje się z rasami mlecznymi.

## Hodowla
Hodowana jest na dużą skalę w Wielkiej Brytanii, Stanach Zjednoczonych, Kanadzie, Nowej Zelandii i Argentynie. W wielu krajach (m.in. w Polsce) często wykorzystywana do krzyżówek z rodzimymi rasami bydła (ulepsza to ich wydajność rzeźną).